# Thymodelphax acuta
Thymodelphax acuta är en insektsart som beskrevs av Asche 1988. Thymodelphax acuta ingår i släktet Thymodelphax och familjen sporrstritar. Inga underarter finns listade i Catalogue of Life.